# Метеора
Метеора (на гръцки: Μετέωρα) е голям манастирски комплекс в Северна Тесалия, Гърция.
Включва 9 запазени манастира, от които 6 са действащи, построени на върховете на труднодостъпни високи скали, приличащи на каменни стълбове. Те се извисяват в небето на 400 метра височина над Тесалийската равнина, на 1 – 2 километра северно от Каламбака, както и на 21 километра северозападно от Трикала и на 70 километра западно от Лариса. От седемте манастира отворени за посетители са шест. Манастирският комплекс възниква през X век и съществува оттогава без прекъсване на монашеската традиция. През 1988 г. Метеора е включен в Списъка на световното културно и природно наследство на ЮНЕСКО. По административно-църковно отношение метеорските манастири са към епархията Стаги и Метеор (на гръцки: Σταγών και Μετεώρων) на Гръцката православна църква.

## Геология
Високите мегалитни скали на Метеора се издигат в североизточната част на плодородната Тесалийска равнина в полите на планинския масив Пинд на височина до 600 метра над морското равнище. Има доста теории за геоложкия произход на тези каменни образувания и най-вероятната е следната – преди около 60 милиона години, по време на терциера днешната Тесалийска равнина е била дъно на обширно езеро, оградено с планини. Многобройни планински потоци са се вливали в езерото и са отлагали наносен материал по склоновете му. След гигантски катаклизъм водите на езерото са се оттекли в морето. Планинските потоци са отмили по-меките седименти и са формирали скалните образувания на Метеора. Действително, на пръв поглед монолитните скални формации са изградени от плътно споени обли речни камъни с всевъзможни размери. Така в резултат на въздействието на водата, вятъра и температурните амплитуди се образуват масивните, сякаш застинали във въздуха каменни стълбове, които получават името Метеора (на гръцки: μετέωρα – в превод „висящи във въздуха“).

## История
Скалните пещери на Метеора са заселени през 11 век от християнски отшелници. В края на 14 век при османското нашествие по върховете на естествените скални укрепления гръцки монаси построяват манастири, до които се стига по въжени мостове, подвижни стълби и стъпала, вдълбани в камъка. В района са съществували двадесет и четири манастира. Днес са останали само седем действащи, но единият е закрит за посещения на туристи. Метеора е в списъка на ЮНЕСКО на световното наследство.

## Туристически маршрути
Метеора е разположена на 240 км югозападно от Солун по пътя Солун-Катерини-Лариса-Трикала-Панагия. В непосредствена близост до Метеора се намират селищата Каламбака и Кастраки. Те се използват като изходни точки за туристически обиколки в района. В Каламбака и Кастраки има множество хотели и квартири под наем, както и няколко къмпинга в околността. Югоизточно от Каламбака и северно от Кастраки има прокарани асфалтови пътища, по които може да се обиколят шестте действащи манастира. В манастирите е забранено да се влиза с къси панталони, а жените трябва да са с дълги поли и покрити рамене. Не е позволено да се снима. За вход се заплаща такса от три евро. Всеки манастир има специфично работно време и за обиколката им е добре да се предвидят часовете преди обяд. Районът е сух и горещ, препоръчително е да се носи вода, шапка, подходящи обувки. Освен като духовно и религиозно средище, районът на Метеора е известен и с многобройните катерачни турове, прокарани по отвесните стени.

## Списък на манастирите

### Действащи манастири
Действащи манастири:
- Преображение Господне или Големият Метеор (Μεταμόρφωσης του Σωτήρος, Μεγάλου Μετεώρου, Метаморфосис Сотирос, Мегалу Метеору). Най-големият манастир, основан 1340 г. от свети Атанасий Метеорски. Отворен за туристи: през лятото – от 9:10 до 16:00, без вторник. През зимата – от 9:00 до 16:00, без вторник и сряда.
- Свети Никола Анапавса (Αγίου Νικολάου Αναπαυσά, Агиу Николау Анапавса) Основан е през първото десетилетие на 14 век. В костницата на манастира се съхраняват черепите на починали монаси. В манастира има фрески и рисунки на иконописеца Теофан Критски. Отворен за туристи: през лятото – от 9:00 до 17:45. През зимата – затворен.
- Русану (Ρουσάνου). Основан 1529 върху руините на по-стара сграда от братята монаси Йосиф и Максим от Янина, сега метох. Отворен за туристи: през лятото – от 9:00 до 18:00. През зимата – от 9:00 до 13:00 и от 15:00 до 17:00, без сряда.
- Свети Стефан (Αγίου Στεφάνου, Агиу Стефану). Метох, основан 1192 година. Отворен за туристи: през лятото – от 9:10 до 13:00 и от 15:20 до 18:00, без понеделник. През зимата – от 9:00 до 13:00 и от 15:00 до 17:00, без понеделник.
- Света Троица (Αγίας Τριάδας, Агиас Триадас). Основан 1362 година. Отворен за туристи: през лятото – от 9:00 до 12:30 и от 15:00 до 17:00, без четвъртък. През зимата – от 9:00 до 12:30 и от 15:00 до 17:00, без четвъртък.
- Варлаам (Βαρλαάμ). Основан 1517 година. Отворен за туристи: през лятото – от 9:10 до 13:00 и от 15:20 до 18:00, без петък. През зимата – от 9:00 до 13:00 и от 15:00 до 17:00, без четвъртък и петък.

### Недействащи манастири
Недействащи манастири:
- Υπαπαντής (Ипапандис – Сретение). Основан 1347 г.; недействащ манастир, затворен за посещения.
- Αγίου Πνεύματος (Агиу Пневматос – Свети Дух) Манастирът е в руини – запазени саркофаг, монашески килии, олтар.
- Αγίου Μόδεστου (Агиу Модесту – Свети Модест) Построен около 13 век.
- Αγίου Ιωάννη Προδρόμου (Агиу Иоани Продрому – Свети Йоан Предтеча).
- Αγίου Γεωργίου Μανδηλά (Агиу Георгиу Мандила – Свети Георги Мандилски).
- Αγίου Δημητρίου (Агиу Димитриу – Свети Димитър) Разрушен от Али паша Тепелена.
- Αγίου Αντωνίου (Агиу Антониу – Свети Антоний) Построен около 14 век, от манастира е запазена само малка църква.
- Αγίου Αθανασίου (Агиу Атанасиу – Свети Атанасий).
- Αγίου Νικολάου Μπάντοβα (Агиу Николау Бодова – Свети Николай Бандовски) или Αγίου Νικολάου Κοφινά (Агиу Николау Кофина) Построен е през 15 век в пещера. Разрушен от бомбардировка през 1943 година.
- Αγίας Μονής (Агиас Монис – Светата Обител) За манастира се споменава през 1614 година.
- Αγίων Αποστόλων (Агион Апостолон – Свети Апостоли) Запазени са руини.
- Αγίων Ταξιαρχών (Агион Таксиархон – Свети Архангели).
- Άλυσος του Αποσ. Πέτρου (Алисос Апостолу Петру – Веригата на апостол Петър) Необитаем манастир, построен около 1400 година.
- Καλλιστράτου (Калистрату).
- Παντοκράτορος (Пантократорос – Вседържител) Споменат в документи от 1650 година, днес в руини.
- Παναγίας (Панагиас – Св. Богородица) Основан 1358 в скална пещера.
- Υψηλοτέρας ή Καλλιγράφων (Ипсилотерас и Калиграфон – Най-високия или На калиграфите) Манастирът е бил известен с ръкописите си.

## Други
- Манастирът Света Троица (Αγίας Τριάδος) е използван като декор за филма „For Your Eyes Only“ от поредицата за Джеймс Бонд.
- Групата Линкин Парк използват името „Meteora“ за име на своя втори албум, защото групата е поразена от гледката на Метеора.

## Галерия
- Свети Никола Анапавса
- Свети Стефан
- Преображение Господне
- Русану
- Варлаам
- Света Троица
- Ипапандис
- Руини на изоставен манастир
- Каламбака